# Trichotithonus curvatus
Trichotithonus curvatus är en skalbaggsart som först beskrevs av Bates 1885. Trichotithonus curvatus ingår i släktet Trichotithonus och familjen långhorningar.
Artens utbredningsområde är:
- Honduras.
- Panama.

Inga underarter finns listade i Catalogue of Life.